# Théodore Delachaux
Théodore Delachaux (* 21. Mai 1879 in Interlaken; † 24. April 1949 in Corcelles-Cormondrèche, heimatberechtigt in La Chaux-de-Fonds) war ein Schweizer Lehrer, Maler, Zeichner, Pädagoge, Kurator und Ethnologe.

## Leben und Werk

Von Théodore Delachaux 1919 gestaltetes Plakat

Delachaux war der Sohn eines Arztes, der ihn schon früh in die Naturwissenschaften einführte. Sein Grossvater mütterlicherseits war der Entomologe und Botaniker Charles Henri Godet (1797–1879).
Schon mit elf Jahren schrieb Delachaux ein Buch über Plankton, das er mit Zeichnungen illustrierte, die auf seinen mikroskopischen Untersuchungen basierten. In Neuenburg besuchte Delachaux die Schulen und lebte bei seinem Onkel Paul Godet (1836–1911), dem Leiter des Naturhistorischen Museums Neuenburg. Bei diesem setzte Delachaux seine wissenschaftliche Ausbildung fort.
Nach bestandener Matura studierte Delachaux an der École nationale supérieure des beaux-arts de Paris und wurde von Luc-Olivier Merson unterrichtet. Delachaux kehrte 1912 nach Neuenburg zurück, wo er als Zeichenlehrer am Gymnasium und ab 1916 an der Berufsschule für Mädchen bis 1944 unterrichtete.
Anfang des 20. Jahrhunderts verbrachte Delachaux einige Zeit bei seinem Bruder, dem Arzt Constant Delachaux (1875–1952), im Bezirk Pays d’Enhaut und entdeckte das Werk von Johann Jakob Hauswirth. Die Brüder kauften Werke von Hauswirth, meistens von privaten Besitzern, um ihre eigenen Sammlungen aufzubauen.
Neben seiner Unterrichtstätigkeit malte Delachaux und half bei der Gründung einer Kunstschule und einer Ausstellungsgalerie für Malerei und angewandte Kunst. Zudem sammelte er zeitlebens schweizerische Volkskunst, u. a. Spielzeuge und Keramik.
Delachaux entdeckte 1919 die Art Troglochaetus beranecki in der Grotte du Ver, einer Höhle an der Areuse-Schlucht. Als der Konservator des Musée d’ethnographie de Neuchâtel Charles Knapp (1855–1921) starb, konnte Delachaux, unterstützt von Gustave Jéquier, dessen Nachfolge antreten. In der Folge musste Delachaux über 20'000 Gegenstände beschriften und katalogisieren, die Sammlungen erweitern und dafür neue Räume schaffen. Auch setzte er sich dafür ein, das Museum für die breite Öffentlichkeit zugänglich zu machen und so Bildung zu vermitteln.
Delachaux leitete von 1932 bis 1933 die ethnographische Expedition in Angola und brachte von dieser Reise umfassende Dokumentationen über deren Völker mit. Als Kurator arbeitete Delachaux regelmässig an verschiedenen archäologischen Ausgrabungsarbeiten mit. So half er oft Paul Vouga bei seiner Arbeit, entweder als Naturforscher oder als Illustrator. Nach Vougas Tod wurde er 1940 zum Kurator der prähistorischen Sammlungen des Museums für Geschichte und Archäologie ernannt und übernahm an der Universität Neuenburg dessen Lehrtätigkeit, die er bis 1949 ausübte. Delachaux war auch über mehrere Jahre als Assistent im Geologie-Labor des Professors Otto Fuhrmann tätig. So illustrierte er u. a. Fuhrmanns wissenschaftliche Arbeiten zu den Bandwürmern.
Als Delachaux 1945 die Leitung des Ethnographischen Museums Jean Gabus (1908–1992) übergab, übernahm er von Otto Fuhrmann die Leitung des Naturhistorischen Museums Neuenburg und arbeitete bis ein Jahr vor seinem Tod an dessen Weiterentwicklung.